# 苫前漁港
苫前漁港（とままえぎょこう）は、北海道苫前郡苫前町にある漁港。港則法上の「適用漁港」に指定されている。留萌振興局のほぼ中央に位置しており、管内唯一となる「第3種漁港」になっている。

## 施設
漁港には衛生管理型施設（屋根付き岸壁、雪氷冷熱利用型荷捌き所・雪貯蔵庫）がある。

## 沿革

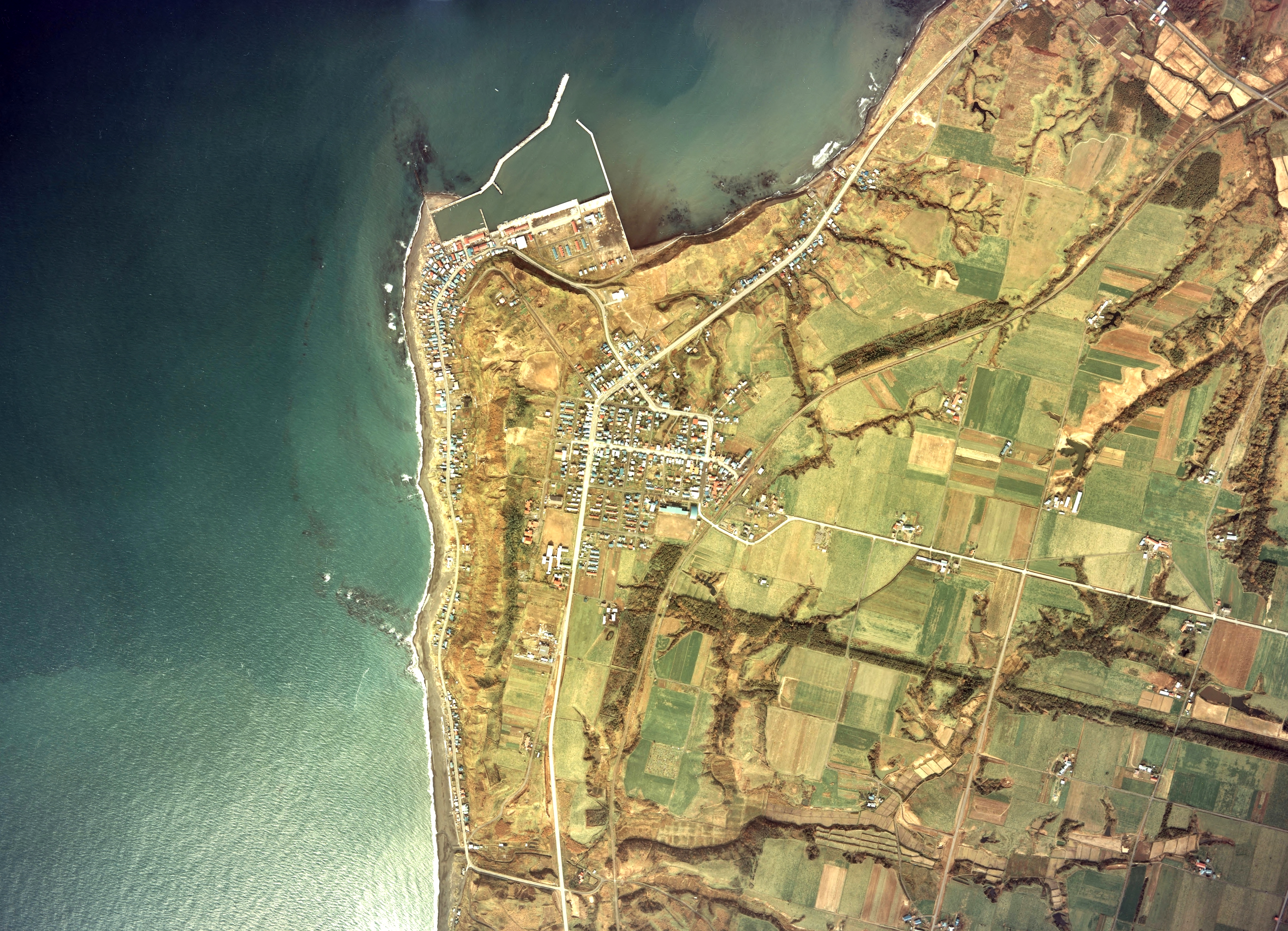
苫前漁港と苫前町中心部の空中写真（1977年（昭和52年）撮影の2枚を合成作成）。。

慶長年間に「トママイ場所」が設置され、栖原家が松前藩から場所経営を請負い、運上家を設けてアイヌとの交易や漁場経営を行うようになった。
- 1889年（明治22年）：汽船「遠江丸」来航[5]。
- 1900年（明治33年）：日本郵船政府補助航路小樽—天塩線臨時寄港開始[5]。
- 1901年（明治34年）：藤山汽船道庁補助航路小樽—天塩線臨時寄港開始[5]。
- 1934年（昭和09年）：船入澗工事竣功[5]。
- 1935年（昭和10年）：苫前両島定期航路（現在の羽幌沿海フェリー）設立し、苫前—天売—焼尻間就航（1969年廃止）[5]。
- 1950年（昭和25年）：「第2種漁港」指定[4]。
- 1962年（昭和37年）：「第3種漁港」指定[4]。
- 2004年（平成16年）：「苫前地域マリンビジョン計画書」策定（2014年改訂）[6]。

## 主な水産物
日本海有数の好漁場である「武蔵堆」に近い立地条件になっている。ホタテの稚貝や半成貝の養殖業を基幹とし、カレイの刺し網やタコ箱、エビの桁網やエビ篭などの漁業を行っているほか、北海道内外からのイカ釣り船の受け入れ基地になっている。
- ホタテガイ
- カレイ
- タコ
- エビ
- イカ
- ナマコ